# Потереєво
Потере́єво (рос. Потереево, марій. Янгансола) — присілок у складі Гірськомарійського району Марій Ел, Росія. Входить до складу Троїцько-Посадського сільського поселення.

## Населення
Населення — 108 осіб (2010; 130 у 2002).
Національний склад (станом на 2002 рік):
- гірські марійці — 98 %